# James Faulkner (krykiecista)
James Peter Faulkner (ur. 29 kwietnia 1990 w Launceston) − australijski krykiecista, all-rounder, reprezentant kraju.

## Życiorys
Urodził się 29 kwietnia 1990 w Launceston na Tasmanii.  Jest praworęcznym odbijającym i praworęcznym rzucającym w stylu medium.  Był kapitanem tasmańskiej drużyny krykietowej Under-17s (juniorów do lat 17), w tym samym czasie grał także w drużynie Under-19s (juniorów do lat 19) i w drugiej jedenastce reprezentacji stanowej.  W sezonach 2007/08 i 2008/09 grał w reprezentacji kraju juniorów.  W reprezentacji stanowej debiutował w 2008.
Grając dla Tasmanii w Sheffield Shield (I lidze krykieta) w sezonie 2010/11 zdobył 300 runów przy średniej 30 runów i zbił 36 wicketów przy średniej 17,72.
W reprezentacji kraju debiutował 1 lutego 2012 w meczu Twenty20 przeciwko Indiom, rok później (1 lutego 2013) po raz pierwszy wystąpił w barwach Australii w meczu jednodniowym.
Grał także w Indian Premier League w sezonie 2012, w aukcji graczy został zakupiony przez Kings XI Punjab za 190 tysięcy dolarów.